# Сихуей
Сихуей (кит. спр. 四会市, піньїнь: Sìhuì Shì) — місто-повіт в південнокитайській провінції Гуандун, складова міста Чжаоцін.

## Географія
Сихуей розташовується на висоті близько 17 метрів над рівнем моря, лежить на річці Суйцзян.

### Клімат
Місто знаходиться у зоні, котра характеризується вологим субтропічним кліматом. Найтепліший місяць — липень із середньою температурою 28,5 °C. Найхолодніший місяць — січень, із середньою температурою 12,9 °С.
| Клімат Сихуея           | Клімат Сихуея | Клімат Сихуея | Клімат Сихуея | Клімат Сихуея | Клімат Сихуея | Клімат Сихуея | Клімат Сихуея | Клімат Сихуея | Клімат Сихуея | Клімат Сихуея | Клімат Сихуея | Клімат Сихуея | Клімат Сихуея |
| Показник                | Січ.          | Лют.          | Бер.          | Квіт.         | Трав.         | Черв.         | Лип.          | Серп.         | Вер.          | Жовт.         | Лист.         | Груд.         | Рік           |
| Середній максимум, °C   | 17,9          | 18,4          | 20,9          | 25,5          | 29,5          | 31,6          | 33,2          | 33,3          | 31,7          | 29,1          | 24,7          | 20,3          | 26,3          |
| Середня температура, °C | 12,9          | 14,4          | 17,2          | 21,7          | 25,2          | 27,3          | 28,5          | 28,3          | 26,7          | 23,5          | 18,7          | 14,3          | 21,6          |
| Середній мінімум, °C    | 9,6           | 11,6          | 14,5          | 19,2          | 22,3          | 24,5          | 25,3          | 25,1          | 23,4          | 19,8          | 14,8          | 10,3          | 18,4          |
| Норма опадів, мм        | 56.5          | 76.8          | 112.8         | 192.7         | 271.7         | 273.9         | 250.5         | 224.9         | 154.5         | 73.2          | 45.6          | 32.9          | 1766          |
| Вологість повітря, %    | 78            | 82            | 85            | 86            | 85            | 86            | 83            | 83            | 81            | 77            | 75            | 74            | 81.3          |
| ----------------------- | ------------- | ------------- | ------------- | ------------- | ------------- | ------------- | ------------- | ------------- | ------------- | ------------- | ------------- | ------------- | ------------- |
| Джерело: data.cma.cn    |               |               |               |               |               |               |               |               |               |               |               |               |               |